# Palazzo Rocci Pallavicini

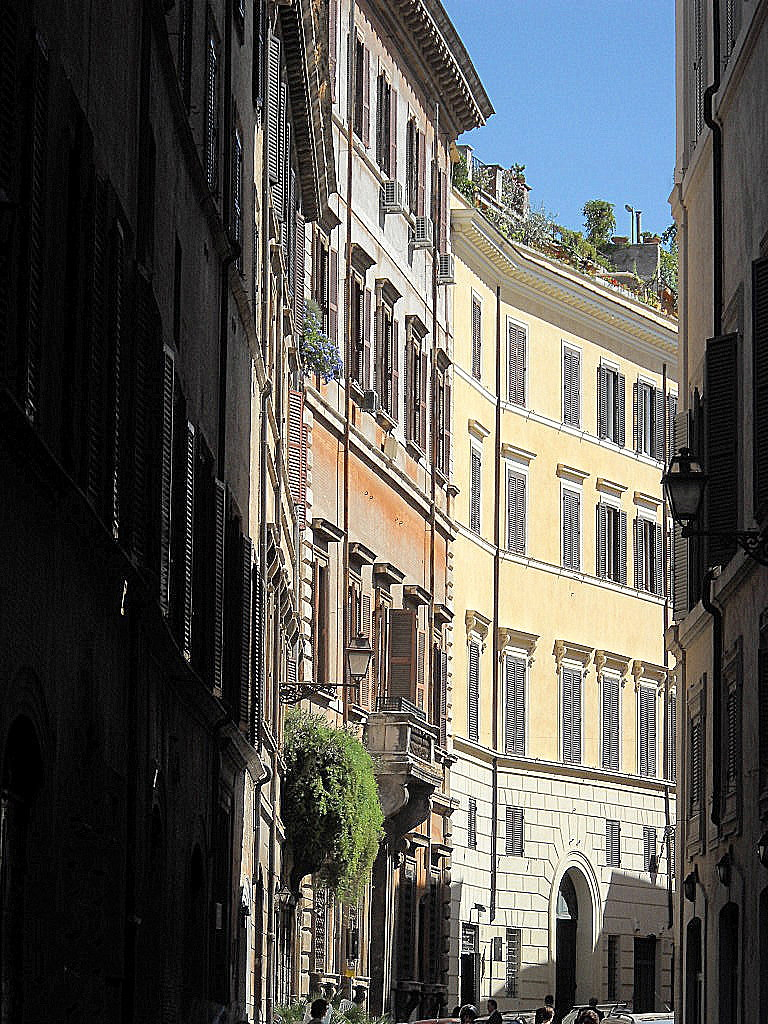
Nesta vista da Via di Monserrato, o Palazzo Rocci Pallavicini é palácio marrom à esquerda, antes do palácio pintado de amarelo.

Palazzo Rocci Pallavicini é um palácio localizado na altura do número 25 da Via di Monserrato, no rione Regola de Roma.

## História e descrição
Este palácio foi construído no começo do século XVII para a família Rocci, originária de Cremona e presente em Roma desde o século anterior, para Bernardino Rocci, mordomo do papa Clemente X e depois cardeal, que contratou Carlo Maderno para construir um palácio para sua família. Em 1759, Maria Pulchieri Rocci (ou Rocchi) deixou o palácio como herança para seu marido, Clemente Spada, que o vendeu para os Carmelitas Descalços, de mudança do Palazzo Barberini ai Giubbonari. Eles estabeleceram ali sua cúria geral e financiaram a construção de uma nova capela, Santa Teresa a Monserrato, substituindo a antiga Santi Teresa e Giovanni della Croce dei Carmelitani com os móveis e quadros provenientes da capela original, que ficava no átrio do palácio antigo (e removida por ocasião da mudança). No século XIX, os carmelitas se transferiram para a igreja de Santa Maria della Vittoria e o palácio foi comprado pelos Pallavicini (1880), que realizaram várias obras de reestruturação que resultaram na demolição da igreja. A fachada do palácio se apresenta em três pisos e se abre num bel portal encimado por uma varanda sustentada por mísulas.